# テルニ
テルニ（当字で「 帝倫」）（伊: Terni ( 音声ファイル)）は、イタリア共和国ウンブリア州南部にある都市で、人口約110,000人の基礎自治体（コムーネ）。テルニ県の県都である。ウンブリア州では州都ペルージャに次ぐコムーネ人口を有する。
古代に起源を持つ都市であるが、19世紀以後に製鉄所を中心に工業都市として発展し、「鉄鋼の町」（La Città d'Acciaio）、「イタリアのマンチェスター」（Manchester italiana）と称された。このために、第二次世界大戦では爆撃の被害を受けた。21世紀初頭の現在も重要な産業都市であるとともに、歴史・文化的遺産や自然環境を生かした観光業も発展している。また、都市の守護聖人である聖ウァレンティヌス（聖バレンタイン）にちなみ「恋人たちの町」（Città degli Innamorati）という名でも称される。

## 地理

### 位置・広がり
テルニ県南東部のコムーネ。ヴィテルボから東北東へ約47km、州都ペルージャから南南東へ約64km、ラクイラから西北西へ約67km、首都ローマから北へ約75kmの距離にある。

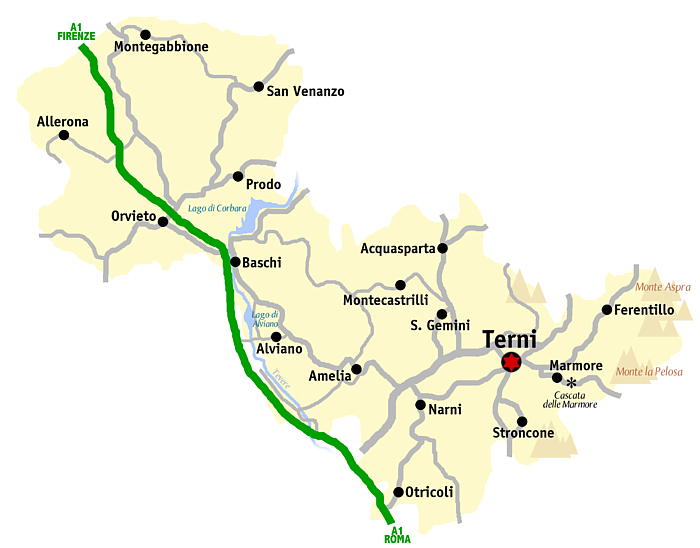
テルニ県

#### 隣接コムーネ
隣接するコムーネは以下の通り。括弧内のRIはリエーティ県、PGはペルージャ県所属を示す。
- アックアスパルタ
- アッローネ
- コッリ・スル・ヴェリーノ (RI)
- ラブロ (RI)
- モンテカストリッリ
- モンテフランコ
- ナルニ
- リエーティ (RI)
- サン・ジェーミニ
- スポレート (PG)
- ストロンコーネ

### 気候分類・地震分類
テルニにおけるイタリアの気候分類 (it) および度日は、zona D, 1650 GGである。
また、イタリアの地震リスク階級 (it) では、zona 2 (sismicità media) に分類される。
- Piazza del Popolo
- マルモレの滝

## 歴史

### 古代
この地方には青銅器時代からウンブリ人が暮らしていた（このことはいくつかのネクロポリスの発掘からわかる）。この都市も紀元前7世紀ごろに、ウンブリ人によって建設されたと考えられる。
紀元前3世紀にはローマ人（共和政ローマ）によって征服され、まもなくフラミニア街道上に位置する重要なムニキピウムとして位置付けられた。ローマ人はこの都市を「2つの川の間に」を意味する「インテラムナ」Interamna と名付けた。ローマ帝国時代、この都市には水路、市壁、野外劇場、神殿、橋など、いくつかの建物が建設された。
3世紀にインテラムナの司教を務め、殉教した人物にウァレンティヌスがいる。のちに聖人とされた「聖ウァレンティヌス」の伝承には、テルニのウァレンティヌスも含め複数の殉教者たちのイメージが重なっているとされるが、テルニは聖ウァレンティヌスを都市の守護聖人としている。

### 中世

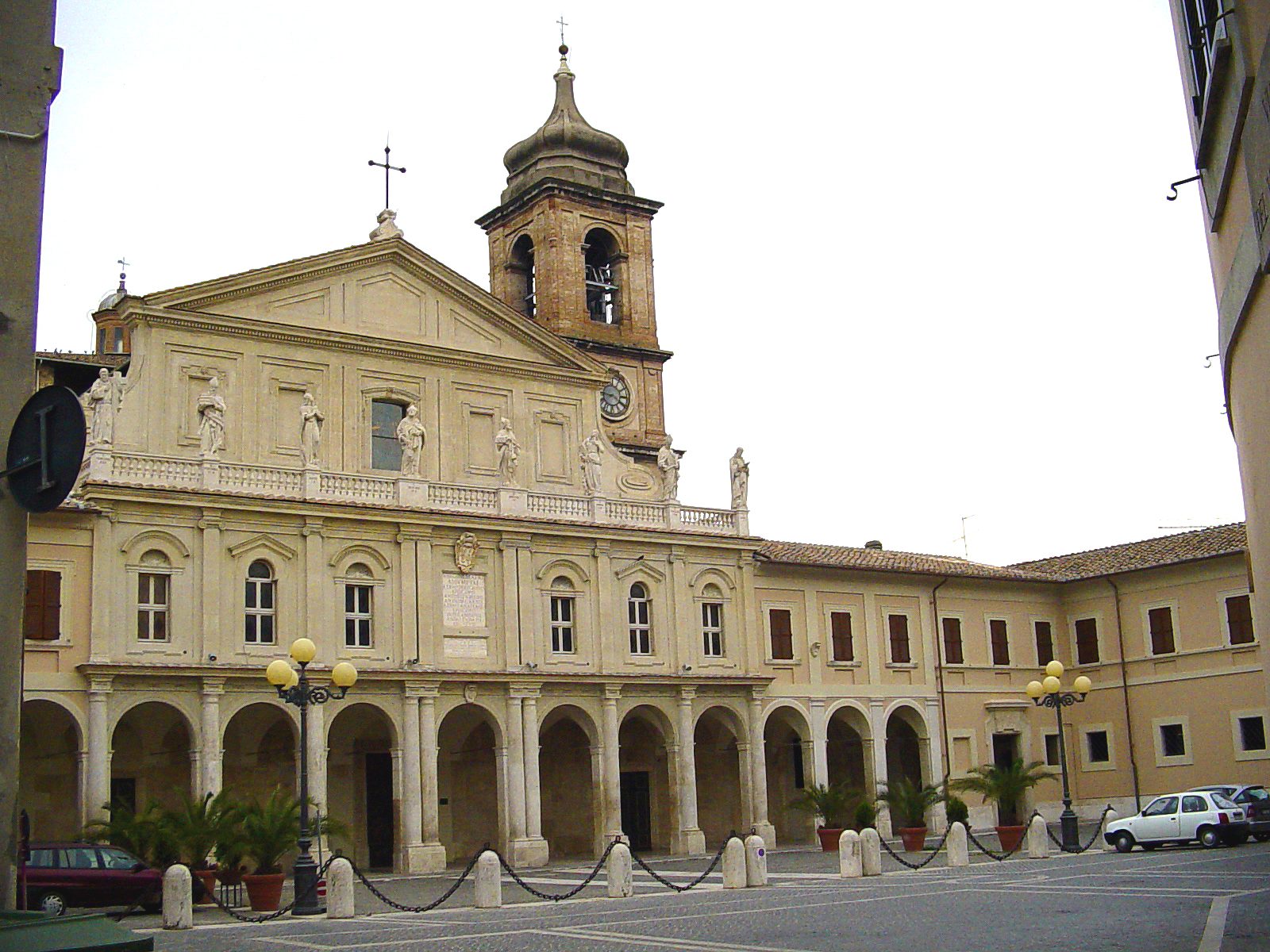
テルニのドゥオーモ（17世紀建設）

755年にランゴバルド人がこの地を征服すると、テルニはこの地方を代表する都市という位置を失い、（スポレートの後塵を拝して）スポレート公国で第二の都市という位置づけになった。1174年には神聖ローマ皇帝フリードリヒ1世（バルバロッサ）に従うマインツ大司教クリスチャン1世 (Christian I (archbishop of Mainz)) の軍勢によって略奪を受けた。13世紀には、アッシジのフランチェスコがしばしば訪れ、祈りの場としている。
14世紀にテルニは、独自の都市憲章を制定した。1353年からは市壁が拡張され、新たな運河が開かれた。中世後期のイタリアの都市国家の多くと同ように、テルニでも教皇派（ゲルフ）と皇帝派（ギベリン）の党派に分かれてしばしば流血の抗争が行われた。のちに、テルニにおける両者は Nobili と Banderari という党派になった。
その後、テルニは教皇領となる。近代以後「鉄の町」として知られるテルニであるが、1580年にはモンテレオーネ・ディ・スポレートの鉄鉱山で産する鉄鉱石を用いた製鉄が行われており、伝統的な産業としての性格も持つ。17世紀には疫病や飢饉による打撃を受けた。

### 近現代

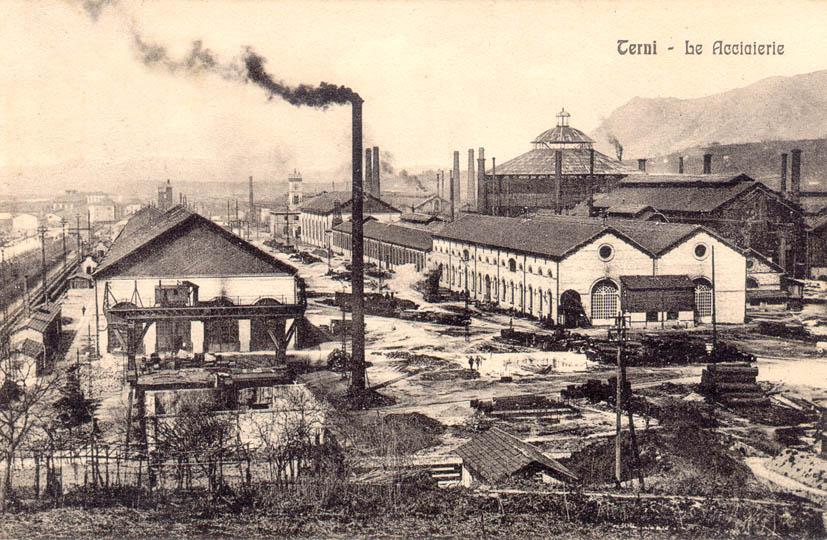
テルニ製鉄所（1912年）

19世紀、テルニは豊富な水源を利用できることもあり、産業革命（第二次産業革命）において主導的な役割を果たした。新しい産業として鉄鋼業が成長したほか、兵器製造、製麻（ジュート）、羊毛などの工場があった。 1927年、テルニは県都となった。
第二次世界大戦中、重要な工業都市であったテルニは連合国軍による爆撃の格好の対象となり、108回に及ぶ空襲が行われた。しかしながら、戦後の都市の産業復興は速やかであり、「イタリアのマンチェスター」と呼ばれた。

## 行政

### 分離集落
テルニには以下の分離集落（フラツィオーネ）がある。
- Acquapalombo, Appecano, Battiferro, Cecalocco, Cesi, Collegiacone, Collescipoli, Collestatte, Giuncano, Larviano, Marmore, Miranda, Papigno, Piediluco, Poggio Lavarino, Polenaco, Porzano, Pracchia, Rocca San Zenone, San Liberatore, Titurano, Torreorsina, San Carlo, La Castagna, Colle Sant'Angelo

## 経済
テルニは3つの重要な産業の拠点がある。一つはAST (it:Acciaierie di Terni) （ティッセンクルップグループの一社）のステンレス鋼製鋼所で、テルニ東部に広大な敷地を持つ。また、テルニの西部にはポリマー製造工場が集まった地区がある。もう一つ、テルニ研究所と呼ばれる新産業研究機関が置かれ、グリーン・エネルギーの研究・開発を行っている。

## 文化・観光

### 主要な観光地

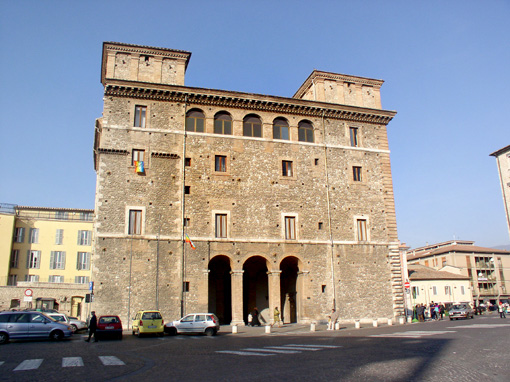
Palazzo Spada.

- ローマ時代の円形劇場 - 紀元前32年に建設されたもので、1万人を収容する。
- ポルタ・サンタンジェロ（Porta Sant'Angelo） - 小規模な門ながらローマ時代に造られたもので、都市の4つの門の一つ。大部分は改修。
- テルニのドゥオーモ (Terni Cathedral)  - 正式名称は聖母被昇天教会（Cattedrale di Santa Maria Assunta）。現在の教会堂は17世紀に建設されたバロック様式の建築で、町の最古のキリスト教教会の遺構の上に建てられている。内部装飾にはジャン・ロレンツォ・ベルニーニが関わっている。鐘楼は18世紀のもの。ファサードの門の2つは中世のものである。
- 聖フランチェスコ教会 (it:Chiesa di San Francesco (Terni))
- 聖ヴァレンティーノ教会 (it:Basilica di San Valentino)  - 町の守護聖人であるウァレンティヌスを記念する教会（バジリカ）。
- Palazzo Mazzancolli - 中世から残る数少ない歴史建築の一つである。
- Palazzo Gazzoli - 18世紀に建設され、市立美術館として使われている。
- Palazzo Spada - 16世紀に建てられたもので、アントニオ・ダ・サンガッロ・イル・ジョヴァネによる建築。市役所として用いられている。

近郊にはマルモレの滝（落差165m）がある。

## スポーツ

### サッカー
プロサッカークラブのテルナーナ・カルチョが本拠を置く。ホームスタジアムはスタディオ・リベロ・リベラティ。同じ州内に本拠を置くペルージャ・カルチョとの対戦は、ウンブリア・ダービー (it:Derby dell'Umbria) と呼ばれる。

## 交通

### 道路
国道
- SS3  (it:Strada statale 3 Via Flaminia)
- SS3bis  (it:Strada statale 3 bis Tiberina)
- SS79  (it:Strada statale 79 Ternana)
- SS209  (it:Strada statale 209 Valnerina)
- SS675  (it:Strada statale 675 Umbro-Laziale)

市域に高速道路は通っていないが、SS675はスーペルストラーダ (it:Superstrada) と呼ばれる高規格国道であり、アウトストラーダ A1とオルテで接続している。

### 鉄道

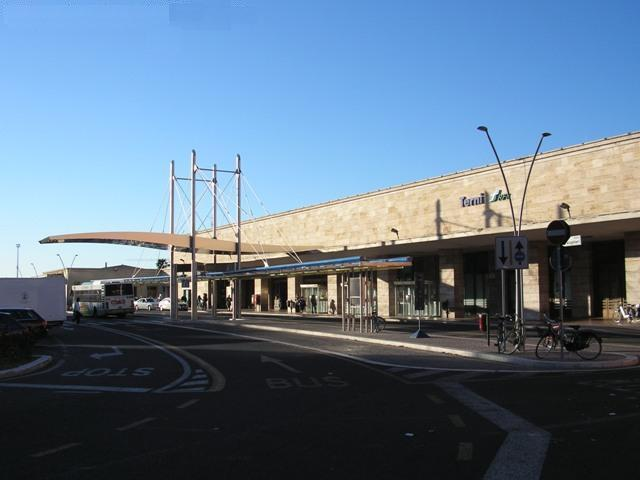
テルニ駅

- RFI(FS)
  - ローマ＝アンコーナ線
〔ローマ - オルテ〕 - テルニ駅 - 〔フォリーニョ - アンコーナ〕
  - テルニ＝スルモナ線 (it:Ferrovia Terni-Sulmona) 
テルニ駅 - 〔ラクイラ - スルモナ〕
- ウンブリア中央鉄道 (it:Ferrovia Centrale Umbra) 
〔サンセポルクロ - ペルージャ〕 - テルニ駅

テルニを代表する駅はテルニ駅 (it:Stazione di Terni) である。

## 人物

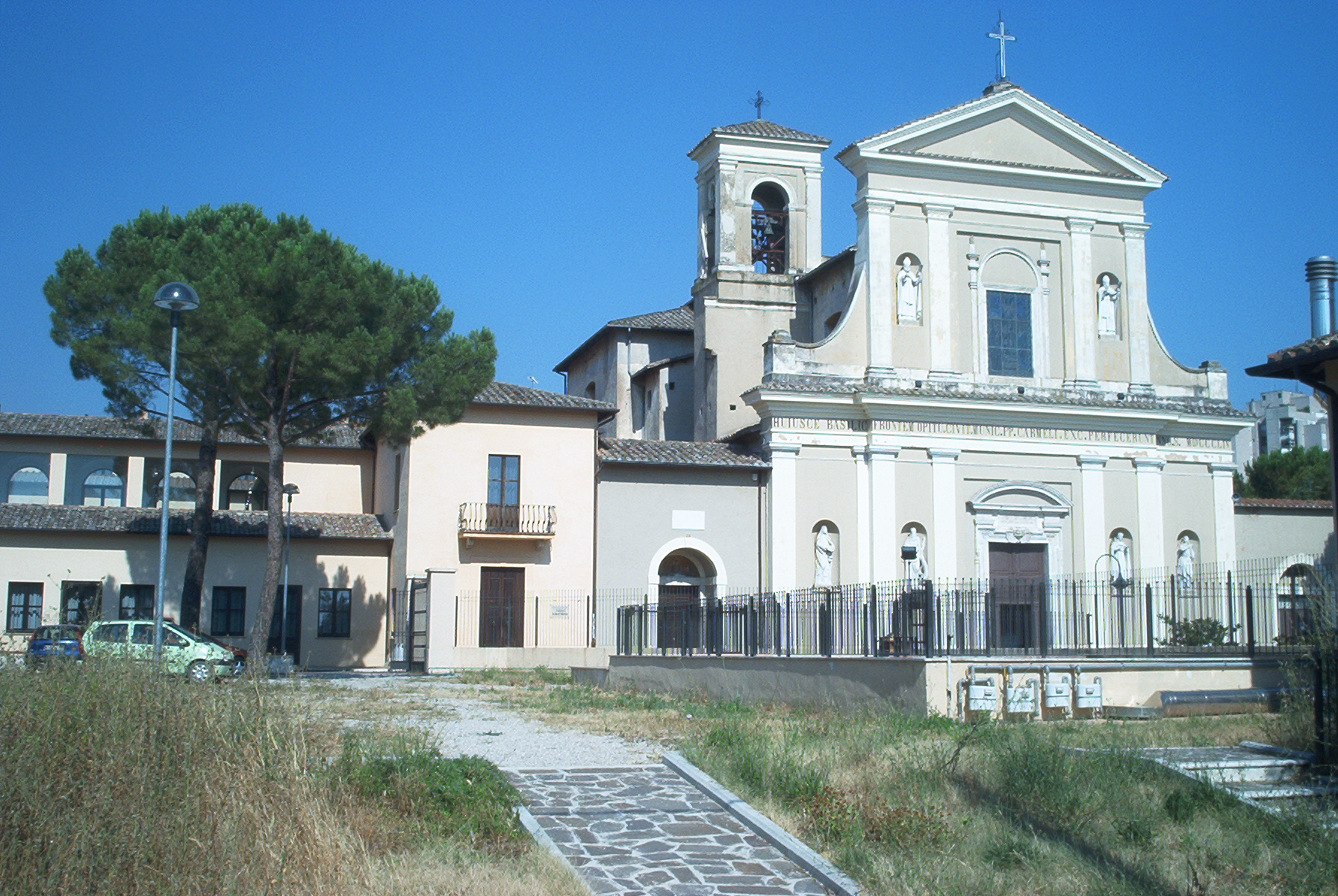
聖ヴァレンティーノ教会

### 著名な出身者
- マルクス・クラウディウス・タキトゥス - ローマ皇帝（在位：275年 - 276年）。
- フランチェスコ・アンジェローニ（英語版） - 16-17世紀の著述家・考古学者・収集家。
- ジュリオ・ブリッチャルディ（英語版） - 19世紀のフルート奏者・作曲家。
- Baconin Borzacchini - 20世紀前半の自動車競技レーサー。
- リベロ・リベラーティ - 1940-50年代に活動したオートバイレーサー。
- ロベルト・キアッパ - 自転車競技選手

### ゆかりの人物
- ウァレンティヌス - 3世紀の聖職者、当地の守護聖人。テルニの司教であったという。

## 姉妹都市・友好都市

### 姉妹都市
- カルタヘナ（スペイン） - 2002年[7]
- サン＝トゥアン（フランス） - 1962年[7]
- ドゥナウーイヴァーロシュ（ハンガリー）[7]

### その他の交流都市
- 神戸市（日本）
  - 2006年に「観光交流に関する確認書」を交わしている[8]。

神戸市の洋菓子店モロゾフは、同店が日本の「バレンタインデー」の元祖であるという主張を行っており、モロゾフの仲立ちで聖ウァレンティヌスゆかりのテルニ市と神戸市の交流が開始された。2013年5月、モロゾフが本店を置いていた東灘区の阪神電鉄御影駅前を日本のバレンタインデー発祥の地として記念する「バレンタイン広場」が建設された際の記念式典には、テルニ市のジローラモ市長 (it:Leopoldo Di Girolamo) が出席している。